# ヴィクトリア・メリタ・オブ・サクス＝コバーグ＝ゴータ
ヴィクトリア・メリタ・オブ・サクス＝コバーグ＝ゴータ（英語: Victoria Melita of Saxe-Coburg-Gotha, 1876年11月25日 - 1936年3月2日）は、ヘッセン大公エルンスト・ルートヴィヒの最初の妃で、のちにロシア大公キリル・ウラジーミロヴィチの妃となった。
ロシア大公妃としてはヴィクトリヤ・フョードロヴナ（ロシア語: Виктория Фёдоровна, ラテン文字転写: Victoria Feodorovna）と呼ばれた。

## 生涯

### 幼少期

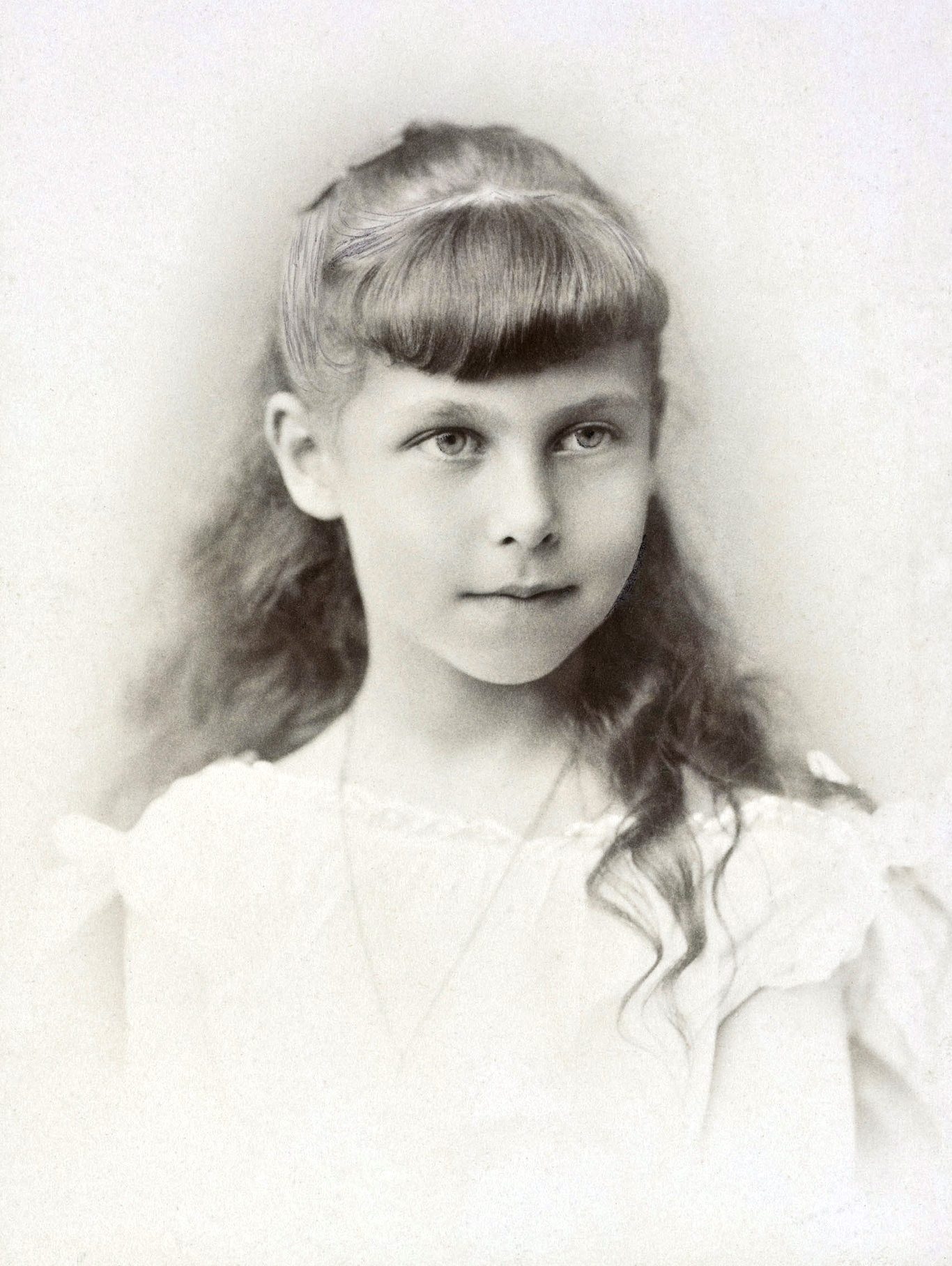
幼い頃のヴィクトリア

イギリス王子であるエディンバラ公アルフレッド（のちザクセン＝コーブルク＝ゴータ公）とその妃でロシア皇帝アレクサンドル2世の娘であるマリア・アレクサンドロヴナの次女として、イギリス海軍所属だった父の赴任先であったマルタのサン・アントニオ宮殿で生まれた。家族からは「ダッキー」と呼ばれていた。長身で人目をひく少女だったが、引っ込み思案な性格で、母マリアがそばにいなければ家族以外の人とうち解けて話せないほどだったという。

### ヘッセン大公妃
1894年4月、祖母ヴィクトリア女王の強力な勧めで、父方の従兄にあたるヘッセン大公世子エルンスト・ルートヴィヒと結婚した。翌年5月に長女エリーザベトを生み、1900年には男児を死産した。
傍目には幸せに見えた大公夫妻だったが、妻に対する愛情が欠落しているエルンスト・ルートヴィヒとの生活は不幸だった。2人は茶器や磁器を投げ合うような派手な夫婦喧嘩をした。原因は、エルンスト・ルートヴィヒの男性関係だった。彼は同性愛者で、ヴィクトリアがルーマニア王妃である姉マリーに会うため宮廷を開けると、男の使用人を自室へ連れ込むような不貞をはたらいていた。ヴィクトリアの慰めは、愛馬で野山を駆ることや、少女時代にロシアで出会った母方の従兄キリルの存在だった。ヘッセン大公夫妻の離婚問題が表面化すると、夫妻の共通の祖母であるヴィクトリア女王は孫たちの離婚を頑として認めなかった。しかし、女王が亡くなった後の1901年に2人は正式に離婚。長女エリーザベトをヘッセンに残し、ヴィクトリアは母マリアのリヴィエラ海岸の別荘へ移った。
エリーザベトは、1年のうち半年ずつ父母と暮らすことになった。彼女は、離婚を悲しんで母を責めた。母親に捨てられたと考えて泣き、これからヴィクトリアに会いに行くという時に、ソファの下に潜り込んでむせび泣いたこともあったという。1903年11月、エリーザベトは、ニコライ2世一家とともにポーランドで休暇を楽しんでいたが、腸チフスで急死した。医師はエリーザベトの重病を早く母親に電報で知らせた方がいいと言ったが、皇后アレクサンドラ（エルンスト・ルートヴィヒの妹）がわざと電報を遅らせたため、ヴィクトリアはポーランドでの休暇に合流しようと準備していた自室で、娘の死を伝える電報を受け取った。エリーザベトの葬儀では、ヘッセン大公家の列からヴィクトリアははずされた。棺のそばで悲嘆に暮れるヴィクトリアを、参列したベルンハルト・フォン・ビューロー伯（のちのドイツ帝国宰相）は「メロドラマのつもりか」と辛辣に評した。

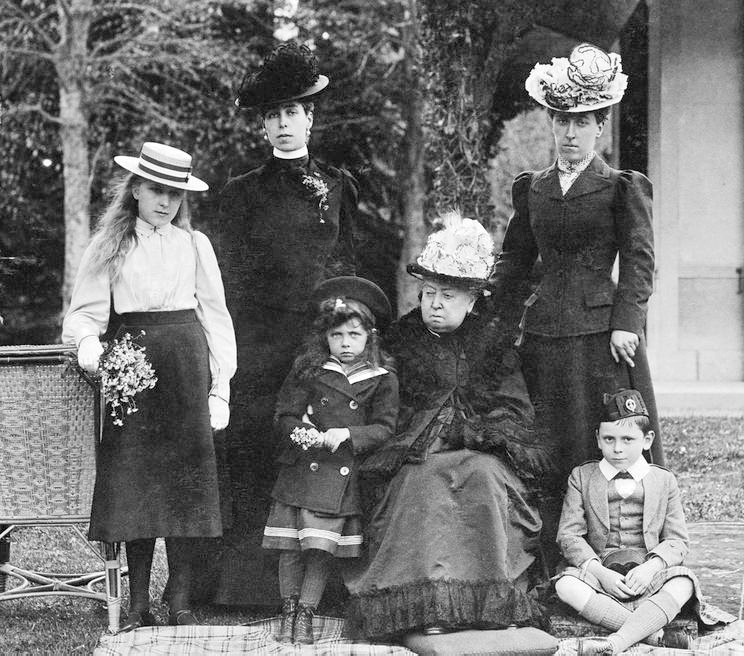
1899年、後列左からバッテンバーグ公女ヴィクトリア･ユージェニー、ダッキー、シュレースヴィヒ=ホルシュタイン公女ヘレナ･ヴィクトリア。前列左からエリーザベト、ヴィクトリア女王、バッテンバーグ公子モーリス。

### ロシア大公妃
ヴィクトリアとキリルとの再婚には、多くの人が難色を示した。皇后アレクサンドラは、ヴィクトリアをあきらめないキリルを極東へ左遷するよう皇帝に迫った。キリルの両親、ウラジーミル・アレクサンドロヴィチ大公とマリア・パヴロヴナ大公妃は、ヴィクトリアと離れられないのなら愛妾にすればよいと懇願した。結局ニコライ2世が折れ、2人は1905年10月に結婚した。しかし、皇帝はキリルから皇族の特権を剥奪し、海軍から除籍させた。2人は、それぞれの両親からの仕送りを得て、パリで新生活を始めた。1907年にはヴィクトリアは正教に改宗した。

### 革命と亡命
マリヤとキーラの2女が生まれたのち、皇帝に許されてロシアに戻ったヴィクトリアたちの暮らしは、10年にも満たなかった。ラスプーチン暗殺に始まる崩壊への道は、キリルが海軍を率いてドゥーマを開催する程度では抑えが効かなかった。革命政府に全財産を没収されたキリル一家は、出国することを許された。何とか隠し通せた宝石を衣服の中に紛れ込ませ、彼らは船でフィンランドへ渡った。ロシア白軍の勝利を願い、支援する彼らはやがてコーブルクへ移った。イギリス政府は帝政復活のために何もしてくれず、そのうちヴィクトリアは反ボリシェヴィキの立場からロシア帝政を支持したナチスに興味を持ち、多額の寄付をした。帝政の復活を目指して活動するうちに、やがてキリルは精神を病んだ。
フランスのサン＝ブリアック＝シュル＝メール（ブルターニュ、イル＝エ＝ヴィレーヌ県）へ移ったヴィクトリアは、ここでの暮らしを楽しんだ。退職したイギリス人に、限りある収入でも暮らせるリゾートの町として人気があった。多くの友人ができ、アマチュアのバレエ団に関わって日々を過ごすヴィクトリアとは対照的に、キリルは近寄りがたい人物と見られていた。町では、キリルが時折家を飛び出してはパリに行っているという噂が広がり始めた。それまで人生の全てをキリルに捧げてきたヴィクトリアにとって、裏切り以外の何物でもなく、子供たちのために外面を保とうとしたが、1936年2月に発作を起こして倒れた。それからわずか1ヶ月後、ヴィクトリアは急死した。

## 子女
ヘッセン大公エルンスト・ルートヴィヒとの間に1女を生んだ。
- エリーザベト（1895年3月11日 - 1903年11月6日）

ロシア大公キリルとの間に1男2女を生んだ。
- マリヤ（1907年2月2日 - 1951年10月25日） - ライニンゲン侯カールと結婚
- キーラ（1909年3月9日 - 1967年9月8日） - プロイセン王子ルイ・フェルディナントと結婚
- ウラジーミル（1917年8月30日 - 1992年4月21日） - ロシア皇帝を自称